# Read's Department Stores
Read's Department Stores was een winkelketen gevestigd in Bridgeport, Connecticut, opgericht in 1857 door  D.M Read. De vlaggenschipwinkel, bekend om zijn stijlvolle, luxe producten, werd ooit geprezen als het grootste warenhuis van New England. In de jaren 1950 en 1960 breidde het bedrijf zich uit naar verschillende andere locaties, maar deze sloten geleidelijk aan in de jaren 1980 en 1990.
De oorspronkelijke winkel in Bridgeport sloot in 1981 toen Read's naar een nieuwe locatie verhuisde. Later werd de winkel grondig gerenoveerd en heropend als Artspace Read's, ook bekend als het Sterling Market Lofts-gebouw .

## Geschiedenis

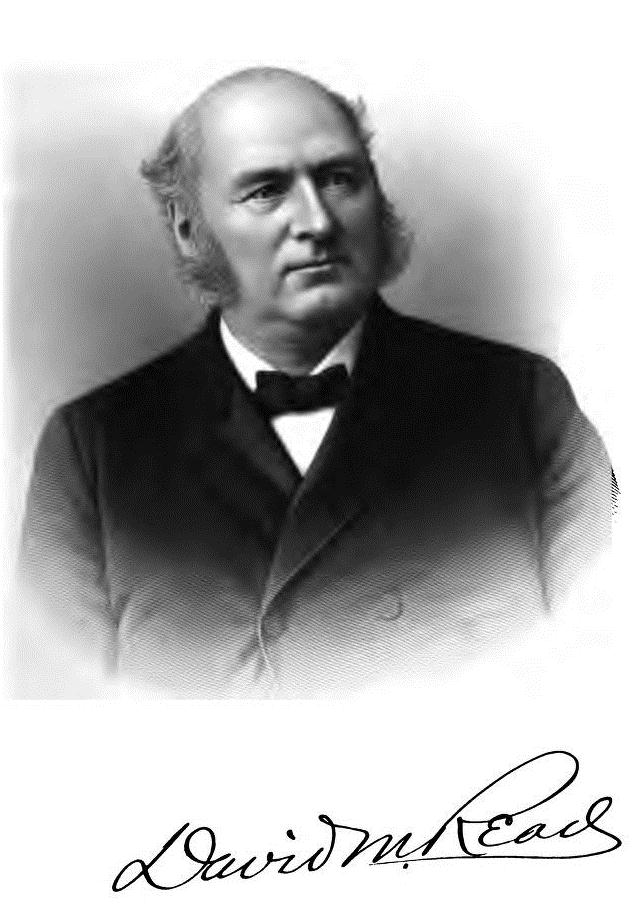

In 1857 openden David M. Read en W.B. Hall een winkel in textiel en tapijten aan Main Street in Bridgeport, Connecticut. Read ging in 1877 alleen verder. In 1885 breidde de zaak zich uit naar twee gebouwen aan Main Street en Fairfield Avenue, waar een "zeer populaire en elegante zakenlocatie" ontstond. Read's werd bekend om zijn stijlvolle, luxe warenhuis en winkelomgeving en werd het grootste warenhuis van New England.

## Vlaggenschipwinkel
In 1926 verhuisde Read's naar de hoek van Broad Street en John Street in het centrum van Bridgeport, waar de vlaggenschipwinkel uiteindelijk meer dan 10.000 m² groot was. De verkoopvloer was verdeeld over vijf verdiepingen. D.M. Read Company werd in 1954 een onderdeel van Allied Stores.
De winkel had zeven verdiepingen, vijf boven de grond en twee eronder, en verkocht een uitgebreid assortiment.

## Filialen
De tweede winkel werd gebouwd als een van de twee ankerwinkels in het nieuwe Trumbull Shopping Park (het eerste winkelcentrum van de staat), op 10,8 kilometer van het centrum van Bridgeport. De winkel had drie verdiepingen en was 20.000 m² groot. Hij bevond zich in het zuidelijke deel van het winkelcentrum waar later Target zich huisvestte. 
Allied Stores breidde de winkel in de jaren 1950 en 1960 uit tot een keten. In die tijd groeiden het uit tot een keten met  zes winkels in de county's Fairfield en New Haven in Connecticut. 

## Overgang
In 1981 sloot Allied Stores de markante winkel van Read in het centrum van de stad, waarbij een dichtgetimmerd gebouw achterbleef als herinnering aan het betere verleden van Bridgeport. De winkel verhuisde naar een locatie die was vrijgekomen door Gimbel's, in het nabijgelegen Lafayette Plaza Mall in het centrum van Bridgeport.
In 1983 opende Read's een vestiging in New York, in het Jefferson Valley Mall in Yorktown Heights. Rond 1985 werd in de televisie- en radioreclamespots de jingle "Reads, Your Something Special Store" gebruikt. Read's was tot 1987 actief in zijn thuisstad Bridgeport, toen Campeau Corp. uit Canada, dat Allied Stores had gekocht, het fuseerde met Jordan Marsh uit Boston, Massachusetts, een zusterdivisie van Allied Stores. De winkels kregen vervolgens de naam Jordan Marsh.
In 1988 nam Campeau Federated Department Stores in Cincinnati, Ohio over en exploiteerde het samen met Allied Stores. In 1990 werd de winkel failliet verklaard. Als gevolg van de algehele teloorgang van het winkelgebied in het centrum van Bridgeport sloot de winkel in het Lafayette Plaza in 1989 en werden alle winkels, behalve die in Trumbull en Jefferson Valley, in 1992 gesloten op grond van het faillissementsverzoek van Allied Stores. 
In 1993 werden de resterende twee winkels in Trumbull en Jefferson Valley omgebouwd naar de merknaam Abraham & Straus, destijds een divisie van Federated Department Stores die fuseerde met Jordan Marsh (omdat ze beide actief waren in de metropool New York, konden ze efficiënter opereren op het gebied van reclame onder de naam A&S). In 1995, nadat Federated Macy's had overgenomen, werd de divisie A&S/Jordan Marsh samengevoegd tot Macy's East en werden de twee voormalige Read's-winkels omgedoopt tot Macy's. 
De voormalige Read's Trumbull-locatie werd in 2006 verlaten toen Macy's verhuisde naar de voormalige Filene's- winkel in het Westfield Trumbull-winkelcentrum na de voltooiing van de fusie van de warenhuisketens Federated en May Department Stores. Alleen de winkel in het Jefferson Valley Mall die Read's in 1983 opende, bleef in gebruik als warenhuis.

## Artspace Read's, Bridgeport
Eind jaren negentig werd het voormalige Read's Building in het centrum van Bridgeport omgebouwd tot een ruimte voor kunstenaars, gerund als een non-profitorganisatie, genaamd Artspace, ook bekend als Read's Artspace, Sterling Market Lofts en Artspace Read's. De verbouwing en volledige restauratie van het gebouw door Artspace Projects kostte $ 14,1 miljoen en creëerde 61 ruime woon-/werkunits op de bovenste verdiepingen en kunstvriendelijke commerciële ruimte op de begane grond. De bouw werd uitgevoerd door A.P. Construction, op basis van een contract ter waarde van $ 10.500.000. Het nieuwe gebouw Sterling Market Lofts werd in mei 2005 geopend. 